# U-236
U-236 — средняя немецкая подводная лодка типа VIIC времён Второй мировой войны.

## История
Заказ на постройку субмарины был отдан 20 января 1941 года. Лодка была заложена 23 марта 1942 года на верфи «Германиаверфт» в Киле под строительным номером 666, спущена на воду 24 ноября 1942 года. Лодка вошла в строй 9 января 1943 года под командованием оберлейтенанта Реймара Цисмера.

### Командиры
- 9 января 1943 года — 30 мая 1943 года Реймар Цисмер
- 29 сентября 1943 года — 29 мая 1944 года оберлейтенант цур зее Курт Хартманн
- 30 мая 1944 года — 4 июня 1944 года оберлейтенант цур зее Людо Крегелин
- 5 июня 1944 года — 4 мая 1945 года оберлейтенант цур зее Герберт Мамм

### Флотилии
- 9 января 1943 года — 14 мая 1943 года — 5-я флотилия (учебная)
- 29 сентября 1943 года — 30 апреля 1944 года — 24-я флотилия (учебная)
- 1 мая 1944 года — 28 февраля 1945 года — 21-я флотилия (учебная)
- 1 марта 1945 года — 5 мая 1945 года — 31-я флотилия (учебная)

### История службы
Лодка не совершала боевых походов. 4 мая 1945 года была повреждена британскими авиабомбами, затоплена 5 мая в районе с координатами 54°37′ с. ш. 10°03′ в. д.. Погибших не было.